# Ойкаси (Ядринський район)
Ойка́си (рос. Ойкасы, чув. Уйкас) — присілок у Чувашії Російської Федерації, у складі Кукшумського сільського поселення Ядринського району.
Населення — 144 особи (2010; 165 в 2002, 246 в 1979, 378 в 1939, 415 в 1926, 571 в 1897, 281 в 1858).

## Історія
Засновано 19 століття як виселок присілка Велика Четаєва (нині не існує). До 1866 року селяни мали статус державних, займались землеробством, тваринництвом, бондарством, виробництвом возів та саней. 1902 року відкрито школу грамоти, з 1904 року — церковнопарафіяльна школа, у 1920-ті роки — початкова школа. 1931 року утворено колгосп «Нова путь». До 1927 року присілок входив до складу Балдаєвської волості Ядринського повіту, з переходом на райони 1927 року — у складі Ядринського району.

## Господарство
У присілку працюють фельдшерсько-акушерський пункт, клуб, бібліотека та магазин.